# Gouvernorat de Transnistrie
1941–1944
Entités précédentes :
- RSS d'Ukraine
- RSS moldave

Entités suivantes :
- RSS d'Ukraine
- RSS moldave

Le gouvernorat de Transnistrie (roumain : Guvernământul Transnistriei) était une subdivision territoriale du royaume de Roumanie qui s'étendait entre le Dniestr et le Boug méridional. Le territoire est conquis par les puissances de l'Axe à l'Union soviétique lors de l'opération Barbarossa. Le territoire est occupé du 19 août 1941 au 29 janvier 1944. Limité à l'ouest par le fleuve Dniestr (le séparant de la Bessarabie), à l'est par le fleuve Boug méridional (le séparant du Reichskommissariat Ukraine) et au sud par la mer Noire, il comprenait la région actuelle de la Transnistrie et les territoires plus à l'est (l'oblast d'Odessa à l'est du Dniestr, le sud de l'oblast de Vinnytsia et une petite partie de l'est de l'oblast de Mykolaïv), y compris le port de la mer Noire d'Odessa, qui devint la capitale administrative de la Transnistrie pendant la Seconde Guerre mondiale.
Pendant la Seconde Guerre mondiale, le royaume de Roumanie, persuadé et aidé par l'Allemagne nazie, prend le contrôle de la Transnistrie pour la première fois de l'Histoire. En août 1941, Adolf Hitler persuade Ion Antonescu de prendre le contrôle du territoire en remplacement de la Transylvanie du Nord, occupée par la Hongrie de Miklós Horthy à la suite du deuxième arbitrage de Vienne. Malgré l'administration roumaine, le royaume de Roumanie n'a pas formellement intégré la Transnistrie dans son cadre administratif ; le gouvernement Antonescu favorable aux nazis espérait éventuellement annexer le territoire, mais les événements sur le front de l'Est l'ont empêché.

## Conquête roumaine de la Transnistrie

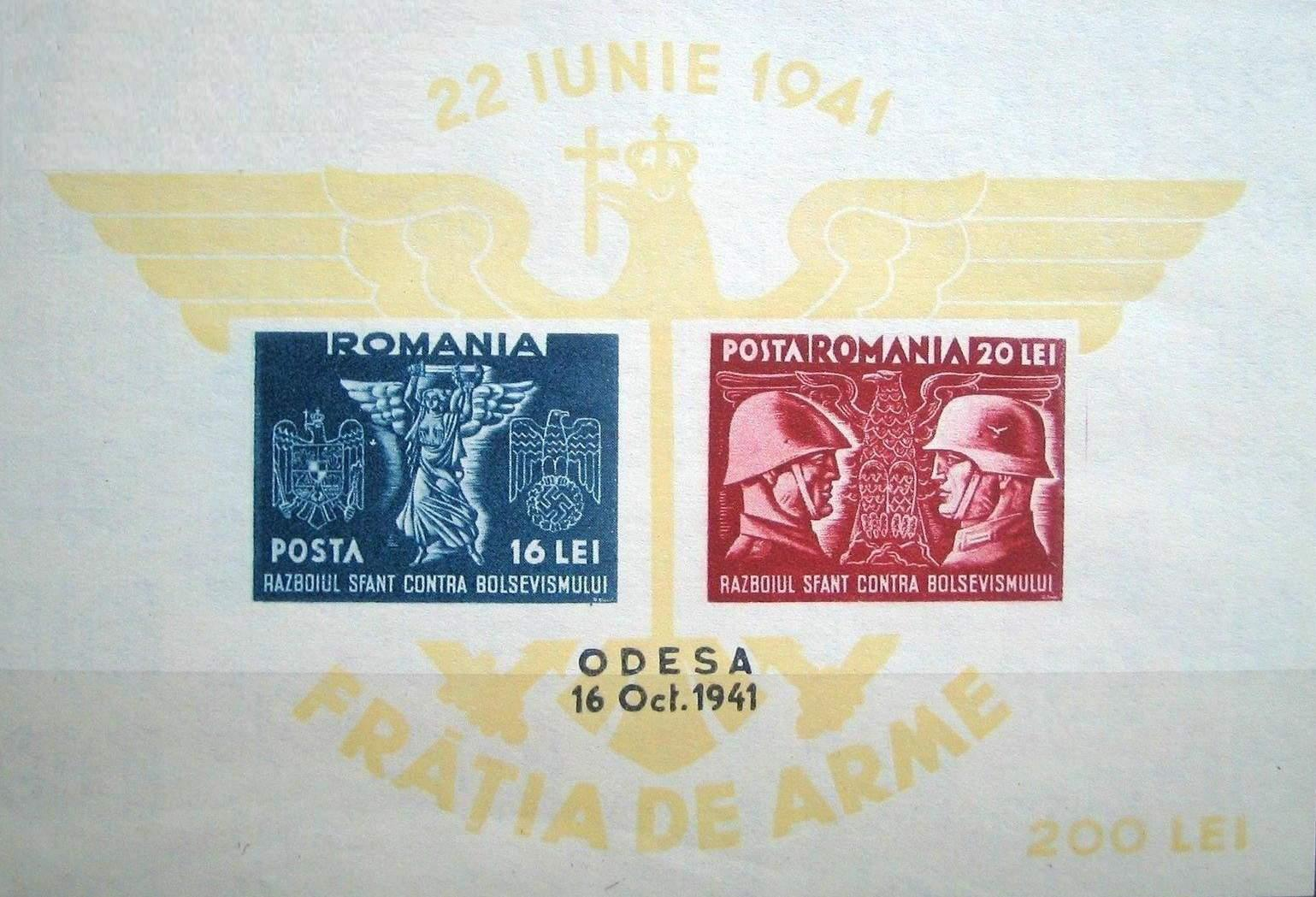
Timbre roumain de 1941 commémorant la chute d'Odessa et la « croisade contre le bolchevisme ».

À la suite de l'occupation soviétique de la Bessarabie et de la Bucovine du Nord, une forte concentration de troupes soviétiques devient présente à la frontière avec la Roumanie. L'Allemagne nazie désire faire de la Roumanie un allié dans la guerre contre l'Union soviétique de peur que les Soviétiques ne deviennent une menace pour les champs pétrolifères roumains. La Roumanie aligne à son tour sa politique étrangère sur celle de l'Allemagne pour une assurance contre l'URSS. En ce qui concerne l'opération Barbarossa, Antonescu accepte les idées d'Hitler selon lesquelles le conflit s'avère être une « guerre raciale » entre les Aryens, représentés par les Allemands nordiques et les Roumains latins du côté de l'Axe contre les Slaves et les Asiatiques, commandés par les Juifs du côté soviétique. La Roumanie engage à son tour deux armées pour l'invasion de l'Union soviétique, totalisant plus de 300 000 soldats. Pour leur engagement, la Roumanie se voit promettre la Bessarabie, le nord de la Bucovine et la zone située entre le Dniestr et le Boug méridional.

### Siège d'Odessa
Au cours de la première semaine de l'avancée, à la mi-août 1941, les forces roumaines prennent le contrôle de toute la région, à l'exception d'une petite zone autour d'Odessa, sans combat. À l'époque, les Roumains disposent de 60 000 soldats pour conquérir la ville et fait face à 34 000 défenseurs. Cependant, face à une organisation médiocre et un commandement superficiel, l'assaut initial sur la ville échoue, entraînant un siège. Exploitant ce succès, les Soviétiques renforcent les défenses des villes avec des marines navales, des navires de guerre et des parachutistes. De multiples tentatives de la 4e armée roumaine échoue et un siège s'ensuit. Les forces allemandes sont amenées à renforcer les assaillants et, finalement en octobre 1941, après deux mois de combats, l'armée roumaine parvient à prendre le contrôle de la ville. Les pertes s'avèrent importantes, 90 020 victimes sont dénombrés.
Les troupes roumaines étant entrées à Odessa, celles-ci établissent le quartier général de deux de leurs divisions dans le bâtiment local du NKVD. Cependant, le bâtiment est miné par les Soviétiques, et lors de l'explosion, plus de 61 soldats, dont 16 officiers et un général, perdent la vie. En représailles, Ion Antonescu ordonne l'arrestation et le massacre de civils soupçonnés d'aider l'Armée rouge. Lorsqu'il devient clair qu'il sera presque impossible d'identifier les personnes directement responsables de l'incident, Antonescu ordonne l'exécution de Juifs. Le massacre qui suivra entraînera la mort de 100 000 civils, dont la majorité n'avait rien à voir avec l'action militaire. Un autre nombre de Juifs d'Odessa sont déportés vers des ghettos et des camps de concentration dans la moitié nord de la région.
Un mouvement partisan soviétique est actif dans les catacombes d'Odessa d'octobre 1941 à 1944 avec des niveaux d'activité variables. Les troupes roumaines tentent de débusquer les partisans avec des armes chimiques et en bouchant autant de sorties que possible. Les catacombes ne seront jamais complètement nettoyées, cependant l'impact de ces mouvements partisans ne sera pas significatif,.

## Statut à l'égard de la Roumanie proprement dite

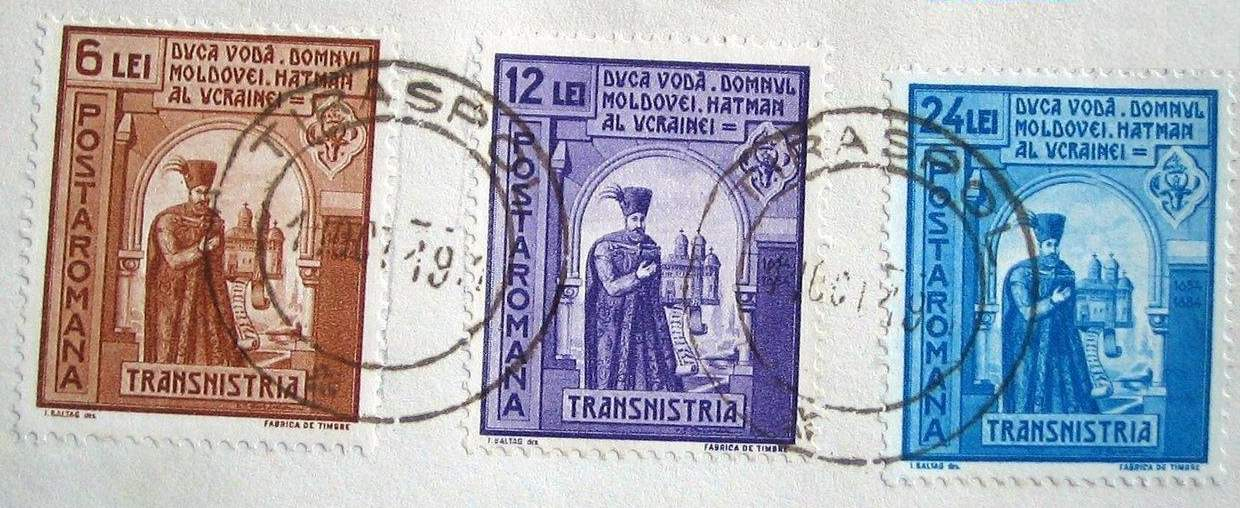
Timbres roumains de fin 1941 émis pour la Transnistrie.

Sans annexer purement et simplement la région, le gouvernement roumain d'Antonescu organise le territoire dans le Guvernământul Transnistriei sous le gouverneur roumain, Gheorghe Alexianu.
Le gouvernement d'Antonescu, allié aux nazis, espérait éventuellement annexer le territoire, mais les événements sur le front de l'Est l'ont empêché.
Les partis d'opposition roumains sont opposés aux opérations roumaines au-delà de la Bessarabie et de la Bucovine. Deux éminentes personnalités politiques de l'époque, Iuliu Maniu et Dinu Brătianu, déclarent que « le peuple roumain ne consentira jamais à la poursuite de la lutte au-delà de nos frontières nationales ».

## Divisions administratives

Les comtés et les divisions administratives de niveau inférieur de la Roumanie, y compris la Transnistrie.

Le territoire est divisé en 13 comtés (Judeţ). Au-dessous de ceux-ci se trouvent des subdivisions nommées Municipiu, Oraş et Raion.

### Comtés
- Ananiev (Ananiv)
- Balta (Balta)
- Berezovca (Berezivka)
- Dubasari
- Golta (Golta)
- Jugastru (Yampil)
- Movilău (Mohyliv-Podilskyi)
- Oceacov (Otchakiv)
- Odessa (Odessa)
- Ovidiopol (Ovidiopol)
- Rîbnița
- Tiraspol
- Tulcine (Tulchyn)

### Raions et villes
- Judeţul Moghilau (Moghilau)
  - Oraşul Moghilău
  - Oraşul Şmerinca
  - Raionul Balchi
  - Raionul Copaigorod
  - Raionul Crasnoe
  - Raionul Iarişev
  - Raionul Sargorod
  - Raionul Şmerinca
  - Raionul Stanislavcic
- Judeţul Tulcin (Tulcin)
  - Oraşul Moghilău
  - Raionul Şmerinca
  - Raionul Braslav
  - Raionul Spicov
  - Raionul Trostineţ
  - Raionul Tulcin
- Judeţul Jugastru (Iampol)
  - Oraşul Iampol
  - Raionul Cernovăţ
  - Raionul Crijopol
  - Raionul Iampol
  - Raionul Tomaspol
- Judeţul Balta (Balte)
  - Oraşul Balta
  - Oraşul Berşad
  - Raionul Balta
  - Raionul Berşad
  - Raionul Cicelnic
  - Raionul Obadovca
  - Raionul Olgopol
  - Raionul Pesceana
  - Raionul Savrani
- Judeţul Râbniţa (Râbniţa)
  - Oraşul Bârzula
  - Oraşul Râbniţa
  - Raionul Barzula
  - Raionul Camenca
  - Raionul Codâma
  - Raionul Pisceanca
  - Raionul Râbniţa
- Judeţul Golta (Golta)
  - Oraşul Golta
  - Raionul Crivoe-Oziero
  - Raionul Domaniovca
  - Raionul Golta
  - Raionul Liubaşovca
  - Raionul Vradievca
- Judeţul Ananiev (Ananiev)
  - Oraşul Ananiev
  - Raionul Ananiev
  - Raionul Cernova
  - Raionul Petroverovca
  - Raionul Sfânta Troiţca
  - Raionul Siraievo
  - Raionul Valea Hoţului
- Judeţul Dubăsari (Dubăsari)
  - Oraşul Dubasari
  - Oraşul Grigoriopol
  - Raionul Ciorna
  - Raionul Dubasari
  - Raionul Grigoriopol
  - Raionul Ocna
  - Raionul Zaharievca
- Judeţul Tiraspol (Tiraspol)
  - Municipiul Tiraspol
  - Raionul Grosulova
  - Raionul Razdelnaia
  - Raionul Selz
  - Raionul Slobozia
  - Raionul Tebricovo
  - Raionul Tiraspol
- Judeţul Ovidiopol (Ovidiopol)
  - Oraşul Ovidiopol
  - Raionul Balaevca
  - Raionul Franzfeld
  - Raionul Ovidiopol
  - Raionul Vigoda
- Judeţul Odessa (Odessa)
  - Municipiul Odesa
  - Raionul Antono-Codincevo
  - Raionul Blagujevo
  - Raionul Ianovca
  - Raionul Odessa
- Judeţul Berezovca (Berezovca)
  - Oraşul Berezovca
  - Raionul Berezovca
  - Raionul Landau
  - Raionul Mostovoï
  - Raionul Veselinovo
- Judeţul Oceacov (Oceacov)
  - Oraşul Oceacov
  - Raionul Crasna
  - Raionul Oceacov
  - Raionul Varvarovca

## Population
En décembre 1941, les autorités roumaines mène un recensement en Transnistrie et la composition ethnique est la suivante:

Composition ethnique en Roumanie (Transnistrie incluse) selon le recensement roumain de 1941.

| Origine ethnique                                   | Nombre    | %    | Rurale    | Urbaine |
| -------------------------------------------------- | --------- | ---- | --------- | ------- |
| Ukrainiens                                         | 1 775 273 | 76,3 | 79,9      | 57,4    |
| Roumains                                           | 197 685   | 8,4  | 9,3       | 4,4     |
| Russes                                             | 150 842   | 6,5  | 2,4       | 27,9    |
| Allemands (à savoir les Allemands de la mer Noire) | 126 464   | 5,4  | 5,9       | 2,7     |
| Bulgares                                           | 27 638    | 1,2  | 1,1       | 1,4     |
| Juifs                                              | 21 852    | 0,9  | 0,7       | 2,0     |
| Polonais                                           | 13 969    | 0,6  | 0,3       | 2,3     |
| Lipovènes                                          | 968       | -    | -         | 0,1     |
| Tatars                                             | 900       | -    | -         | 0,1     |
| Autres                                             | 10 628    | 0,5  | 10,2      | 1,7     |
| Total                                              | 2 326 224 | 100  | 1 956 557 | 369 669 |

### Population urbaine roumaine (recensement de décembre 1941)[17]
| Nom         | Statut | Population totale | Population roumaine | Proportion roumaine |
| ----------- | ------ | ----------------- | ------------------- | ------------------- |
| Moghilǎu    | ville  | 13 131            | 61                  | 0,46 %              |
| Jmerynka    | ville  | 10 502            | 29                  | 0,27 %              |
| Iampil      | ville  | 5 075             | 20                  | 0,39 %              |
| Toultchyn   | ville  | 3 833             | 5                   | 0,13 %              |
| Bârzula     | ville  | 8 812             | 314                 | 3,56 %              |
| Rîbnița     | ville  | 6 998             | 1 575               | 22,5 %              |
| Balta       | ville  | 9 538             | 156                 | 1,63 %              |
| Berchad     | ville  | 4 361             | 1                   | 0,02 %              |
| Dubăsari    | ville  | 4 033             | 1 165               | 28,88 %             |
| Grigoriopol | ville  | 8 553             | 6 182               | 72,27%              |
| Ananiv      | ville  | 11 562            | 1 963               | 16,97 %             |
| Golta       | ville  | 6 436             | 61                  | 0,94 %              |
| Tiraspol    | ville  | 17 014            | 1 285               | 7,55 %              |
| Ovidiopol   | ville  | 4 324             | 106                 | 2,45 %              |
| Odessa      | ville  | 244 572           | 3 224               | 1,31 %              |
| Berezivka   | ville  | 6 090             | 72                  | 1,18 %              |
| Otchakiv    | ville  | 4 835             | 4                   | 0,08 %              |
| Total       | -      | 369 669           | 16 223              | 4,38%               |

### Population roumaine par comté (recensement de décembre 1941)[17]
| Ville     | Population totale | population roumaine | Proportion roumaine |
| --------- | ----------------- | ------------------- | ------------------- |
| Moghilau  | 293 884           | 176                 | 0,059 %             |
| Jugastru  | 240 406           | 74                  | 0,030               |
| Tulcin    | 147 184           | 11                  | 0,007 %             |
| Râbnița   | 217 403           | 54 660              | 25,142%             |
| Balte     | 255 107           | 1 111               | 0,435 %             |
| Dubasari  | 138 861           | 56 257              | 40,513%             |
| Ananiev   | 142 401           | 19 748              | 13,867%             |
| Golta     | 139 013           | 4 621               | 3,554 %             |
| Tiraspol  | 189 809           | 48 427              | 25,513%             |
| Ovidiopol | 64 576            | 6 036               | 9,347%              |
| Odessa    | 331 369           | 3 543               | 1,069 %             |
| Berezovca | 89 156            | 2 820               | 3,162%              |
| Océacov   | 76 822            | 203                 | 0,264 %             |

Les autorités roumaines utilisent la Transnistrie comme un « dépotoir ethnique » pour les Juifs et les Roms d'autres régions du pays. À partir de juin 1942, les autorités roumaines expulsent plus de 25 000 Roms de Bessarabie et de Roumanie proprement dite vers la Transnistrie. Au cours de cette même période, plus de 90 000 Juifs sont déportés de Bessarabie vers la Transnistrie,.

## Organisation

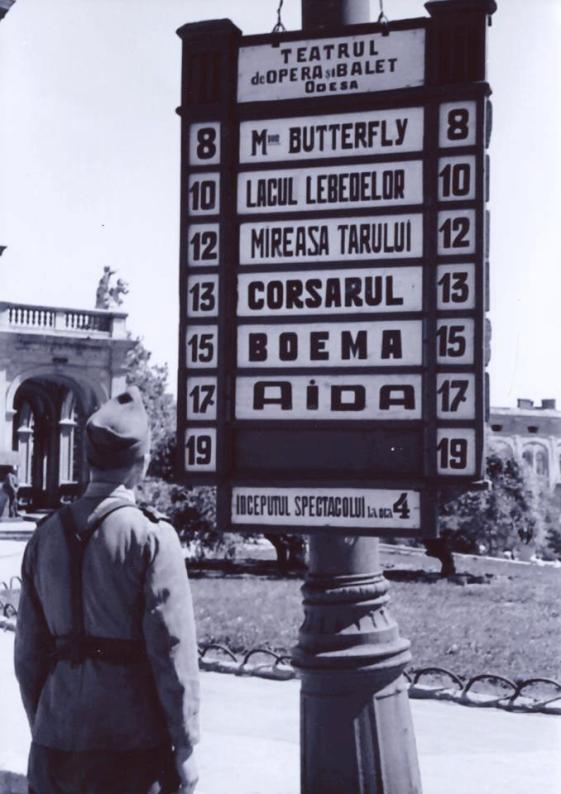
Soldat roumain lisant une publicité à l'opéra d'Odessa, 1942. La photo montre également l'orthographe d'Odessa en 1942.

### Vie civile
L'administration roumaine de Transnistrie tente de stabiliser la situation dans la région pendant l'occupation. À cette fin, les autorités ouvrent toutes les églises, précédemment fermées par les Soviétiques. De 1942 à 1943, 2 200 écoles primaires sont organisées dans la région, dont 1 677 ukrainiennes, 311 roumaines, 150 russes, 70 allemandes et 6 bulgares. 117 collèges et lycées sont ouverts, dont 65 collèges, 29 lycées techniques et 23 lycées académiques. Des théâtres sont ouverts à Odessa et Tiraspol, ainsi que plusieurs musées, bibliothèques et cinémas dans toute la région. Le 7 décembre 1941, l'université d'Odessa est rouverte avec 6 facultés — médecine, polytechnique, droit, sciences, langues et génie agricole.
La politique roumaine de sécurité de 1942 à 1943 réussit à pacifier la Transnistrie. Les méthodes impitoyables appliquées par les Allemands ailleurs ont  moins de succès, comme en témoignent les tentatives de réfugiés d'échapper à la juridiction allemande vers la juridiction roumaine. Les politiques roumaines en Transnistrie représentent la meilleure situation alimentaire, sanitaire et éducative de l'Europe de l'Est occupée par l'Axe. Sous la domination roumaine, les réveils religieux et culturels sont autorisés, les prisonniers de guerre sont libérés et de nombreux communistes locaux sont amnistiés. Cette clémence atténue l'hostilité locale à l'occupation roumaine après la terreur de 1941, sapant également les tentatives soviétiques de recruter des partisans. Alors même que les Roumains en retraite pillent la Transnistrie en mars 1944, les partisans locaux sont incapables de mobiliser le soutien civil.
Les églises orthodoxes de Transnistrie tombent sous la juridiction de l'Église orthodoxe roumaine. Sous la direction du métropolite évêque Visarion Puiu (en), l'Église orthodoxe roumaine, en plus d'ouvrir toutes les églises fermées par les autorités soviétiques, créé trois cents nouvelles églises à travers la Transnistrie. Le clergé roumain supprime tout le matériel slavon d'église et met en œuvre le calendrier julien révisé.

### Économie
Le statut politique incertain de la Transnistrie tout au long de l'occupation roumaine signifie qu'aucune politique économique claire n'est mise en œuvre dans toute la Transnistrie. En plus du pillage des ressources industrielles et agricoles, la Transnistrie sert de colonie pour la main-d'œuvre bon marché à utiliser dans les mines et pour reconstruire les infrastructures détruites,.

## Frontières, territoire et hiérarchie administrative
Le 14 août 1941, Hitler écrit à Antonescu, demandant à ce dernier de reprendre l'administration entre le Dniestr et le Dniepr. Antonescu répond trois jours plus tard, déclarant qu'il ne peut assumer la responsabilité de la zone entre le Dniestr et le Boug, faute de « moyens et de personnel qualifié ». Le dirigeant roumain est cependant disposé à fournir des troupes de sécurité pour la zone située entre le Boug et le Dniepr. L'accord germano-roumain pour la création de la Transnistrie est signé le 19 août, à Tiraspol. Il est connu sous le nom d'accord de Tiraspol. Ce traité est consolidé par une convention signée à Tighina le 30 août (accord de Tighina), qui ne définit cependant pas clairement les frontières nord de la Transnistrie. Antonescu réclame les villes du nord de Mohyliv-Podilskyi, Zhmerynka et Tulchyn, une demande à laquelle Hitler accéde. Les frontières définitives sont reconnues le 4 septembre, dans un ordre allemand établissant une frontière entre la Transnistrie et l'arrière du groupe d'armées Sud. Le territoire résultant s'élève à 42 000 kilomètres carrés et est divisé en 13 comtés, chacun dirigé par un officier de haut rang ayant le rôle de préfet. Un comté est en outre divisé en raions, chaque raïon étant dirigé par un préteur, qui a des pouvoirs beaucoup plus larges que le préfet. Toute la région, formant un seul gouvernorat, est dirigée par un gouverneur, Gheorghe Alexianu.

## Section aérienne

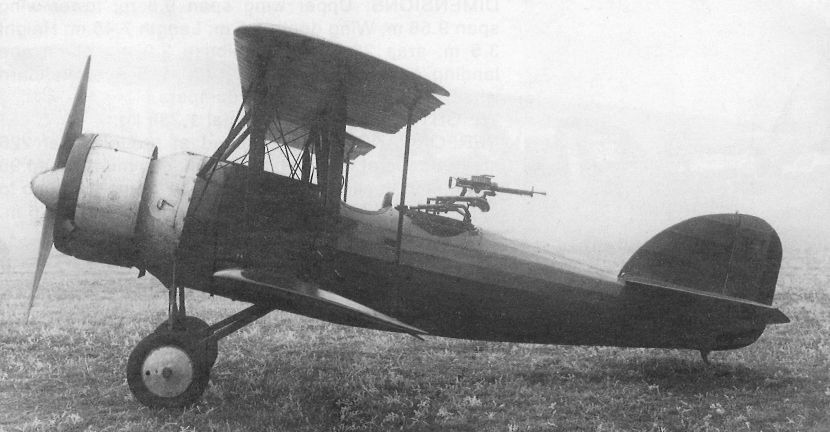
S.E.T. 7K.

La Transnistrie dispose d'une autonomie budgétaire et, à ce titre, utilise ses propres avions, séparés du reste de l'armée de l'air royale roumaine. L'avion suivant comprend la section aérienne transnistrienne: 
| Modèle   | Origine             | Nombre |
| -------- | ------------------- | ------ |
| Fw 58    | Reich allemand      | 1      |
| S.E.T. 7 | Royaume de Roumanie | 3      |
| RWD 13   | Pologne             | 5      |
| Ju 52    | Reich allemand      | 2      |

## La Shoah
La responsabilité de l'Holocauste à Odessa et en Transnistrie dans son ensemble incombe entièrement à la Roumanie, le seul pays à part l'Allemagne nazie à administrer une grande ville soviétique pendant la Seconde Guerre mondiale. Odessa — à l'époque, l'un des plus grands centres de la vie et de la culture juives en Europe — avait été pratiquement rendue judenrein, bien que sa population soit un tiers juive au début de la Seconde Guerre mondiale.

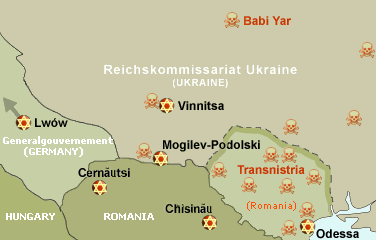
Carte de l'Holocauste en Ukraine et en Roumanie. Les sites de massacres notables sont marqués de crânes rouges.

De nombreux Juifs sont déportés en Transnistrie depuis la Bessarabie et la Bucovine,. Au cours de la période 1941–1944, 200 000 Roms et Juifs sont victimes de l'occupation roumaine de la Transnistrie. N'étant pas un territoire roumain, la Transnistrie est utilisée comme champ de mise à mort pour l'extermination des Juifs. Les survivants disent qu'en comparaison avec l'extermination perpétrée par l'Allemagne nazie, où les déportations sont soigneusement planifiées, le gouvernement roumain ne s'est pas préparé à héberger des milliers de personnes en Transnistrie, où les déportés sont restés. Au lieu de cela, les gens sont placés dans des casernes rudimentaires sans eau courante, sans électricité ni latrines. Ceux ne pouvant pas marcher sont tout simplement laissés pour morts. Au total, environ 150 ghettos et camps sont créés en Transnistrie.
À Odessa, entre 80 000 et 90 000 des quelque 180 000 Juifs de la ville décident de rester au moment où les Allemands et les Roumains prennent la ville le 16 octobre 1941. Six jours plus tard, une bombe explose dans le quartier général de l'armée roumaine à Odessa, provoquant un massacre des populations principalement juives ; beaucoup sont brûlés vifs. Rien qu'en octobre et novembre 1941, les troupes roumaines à Odessa assassinent environ 30 000 Juifs. La Transnistrie est le site de deux camps de concentration et de plusieurs ghettos de facto (que le gouvernement roumain en temps de guerre appelle des « colonies »). En outre, la plupart des Juifs restants de Bessarabie (84 000 sur 105 000) et du nord de la Bucovine (36 000 sur 60 000) y sont également parqués. Un paradoxe frappant est le fait que la plupart des Juifs roumains (375 000) sous le régime d'Antonescu survivront à la Seconde Guerre mondiale. L'Encyclopédie de l'Holocauste (United States Holocaust Memorial Museum) écrit que « Parmi les plus notoires de ces ghettos... se trouve Bogdanovka, sur la rive ouest de la rivière Boug... En décembre 1941, les troupes roumaines, avec des auxiliaires ukrainiens, massacrent la quasi-totalité des Juifs à Bogdanovka ; les fusillades se poursuivent pendant plus d'une semaine ». Des événements similaires se produisent dans les camps de Domanivka et d'Akhmetchetkha, et (citant la même source) « les Juifs dévastés par le typhus sont entassés dans la 'colonie' de Mohyliv-Podilskyï ». D'autres camps, également avec des taux de mortalité très élevés, sont établis à Pechora et Vapniarka, ce dernier réservé aux prisonniers politiques juifs déportés de Roumanie proprement dite,. De nombreux Juifs meurent de froid, de famine ou de maladie lors des déportations vers la Transnistrie ou après leur arrivée. D'autres sont assassinés par des unités roumaines ou allemandes, soit en Transnistrie, soit après avoir traversé la rivière Boug pour se rendre dans l'Ukraine occupée par les Allemands. La plupart des Juifs envoyés dans les camps de Transnistrie ne reviendront jamais. Ceux ayant survécu, environ 70 000, retournent en Roumanie en 1945 pour constater leurs maisons détruites.
Même pour la population générale, la nourriture en Transnistrie se fait très rare, faute de planification roumaine. Selon le récit d'un survivant, les gens se rassemblaient devant un abattoir et attendaient que des restes de viande, de peau et d'os soient jetés hors de l'abattoir après le nettoyage chaque matin. Il se souvient qu'ils se battaient pour les os « comme le feraient des chiens » et que les gens mouraient de faim. Parmi les survivants figurent Liviu Librescu  et Norman Manea.

### Position du gouvernement Antonescu

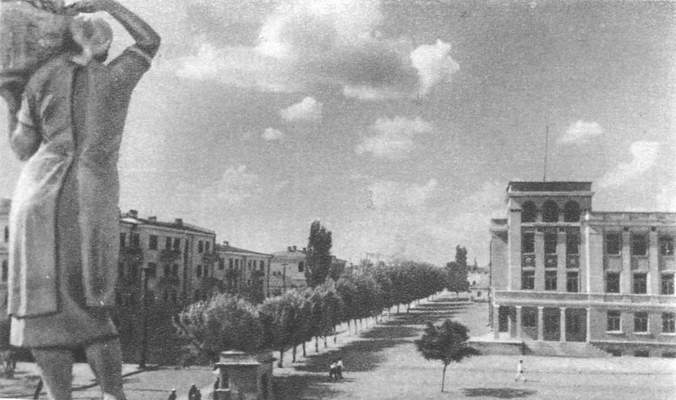
Tiraspol en 1941.

Antonescu, lors d'une réunion gouvernementale, montre son intention de déporter tous les Juifs derrière les montagnes de l'Oural si cela est possible : « Il me reste environ 10 000 Juifs en Bessarabie, qui dans quelques jours traverseront le Dniestr, et si les circonstances le permettent, ils seront emmenés au-delà de l'Oural ».

## Fin du gouvernorat de Transnistrie
Au début de 1944, l'économie roumaine tombe en lambeaux à cause des dépenses de la guerre et des bombardements aériens alliés destructeurs dans toute la Roumanie, y compris la capitale, Bucarest. De plus, la plupart des produits envoyés en Allemagne sont fournis sans compensation monétaire. À la suite de ces « exportations non compensées », l'inflation en Roumanie monte en flèche, provoquant un mécontentement généralisé parmi la population roumaine, même parmi les groupes et les individus ayant autrefois soutenu avec enthousiasme les Allemands et la guerre.
La Transnistrie est relativement épargnée par ces bombardements aériens, avant que l'armée rouge ne détruise toute la présence roumaine dans la région. Au cours de l'offensive Ouman-Botoșani, les troupes soviétiques traversent le nord du fleuve Boug le 11 mars et en vingt jours, le gouvernorat de Transnistrie « disparait ». Fin mars 1944, plus aucune troupe de l'Axe sont stationnées à l'est du Dniestr, à l'exception de la capitale encerclée Odessa. Entre-temps, le remplacement du gouverneur Alexianu a lieu le 1er février 1944 par le gouverneur militaire, le général de corps d'armée Potopeanu (ancien ministre de l'Économie roumain). Le nom de Transnistrie cesse d'être utilisé, les autorités la remplaçant de plus en plus en « gouvernement militaire entre le Dniestr et Boug ».
Le 28 mars, l'armée rouge prend Nikolaïev et le lendemain traverse en force le fleuve Boug au sud. Le 5 avril, Razdelnaia tombe et l'axe Odessa-Tiraspol est coupée. Le 19, après un combat bref mais acharné, l'armée rouge rentre à Odessa. Le 12 avril, Tiraspol est occupée et quatre jours plus tard, toute la Transnistrie est de nouveau aux mains des Soviétiques. Au cours des derniers jours, les Allemands se concentrent sur la destruction à Odessa, car son évacuation s'avère impossible. Des installations portuaires, certaines installations industrielles et des carrefours de transport sont dynamités (de même que la centrale électrique, divers moulins, des magasins de pain, de sucre et d'autres bâtiments sont détruits). De la population d'Odessa, 200 000 personnes à peine vivent toujours en ville ; beaucoup s'étant cachés dans les environs tandis que certains ont cherché la sécurité à la campagne. D'autres sont partis vers l'ouest avec les Roumains et les Allemands : seuls les plus compromis ont fui ; la majeure partie des habitants ont choisi de rester dans la région. Les gens craignent les répressions soviétiques, mais « il n'y aucune autre issue », selon des sources allemandes. Il convient de noter cependant qu'il reste encore un très petite zone de territoire transnistrien sous la domination roumaine jusqu'en août 1944, selon une carte de l'OKH décrivant la situation sur le front roumain au 20 août. Cette zone comprend un saillant vers l'ouest créé par le fleuve Dniestr, centré autour de Coșnița (qui fait aujourd'hui partie du district de Dubăsari de la république de Moldavie).

### Réduction de la population néo-latine de Transnistrie
Aujourd'hui, à l'est du Dniestr, il ne reste plus que 237 785 résidents de langue romane, un petit pourcentage de la population totale de la région, dont la plupart vivent dans l'actuelle république sécessionniste de Transnistrie. Mais historiquement ils étaient majoritaires : selon les résultats du recensement russe (cité dans des sources roumaines) de 1793, 49 villages sur 67 entre le Dniestr et le Boug méridional étaient roumains.
Et plus à l'est du gouvernorat de Transnistrie, peuplait de nombreuses communautés néo-latines : en effet, les Roumains/Moldaves en Ukraine — à l'est du Boug — ont été évalués par un recensement allemand à près de 780 000 (probablement un nombre excessif), et ont élaboré des plans pour les déplacer en Transnistrie en 1942/43. Mais ce plan ne sera pas mis en œuvre.

« Un chiffre beaucoup plus probable est celui donné par le quotidien roumain en mars 1943. Il rapporte qu'à l'été 1942, 23 000 familles moldaves sont localisées sur le territoire soviétique à l'est du Boug (sous occupation allemande). Parmi eux, un groupe avait été chargé d'enregistrer leur musique folklorique « afin de conserver la preuve de la permanence de l'élément roumain dans le lointain Orient » (Universul, 15 mars 1943). »

En effet, lorsque l'Union soviétique regagne la région au printemps 1944 et que l'armée soviétique avance sur le territoire en chassant les forces de l'Axe, plusieurs milliers de Roumains et Valaques de Transnistrie sont tués au cours de ces mois et déportés vers les goulags les années suivantes. Ainsi, une campagne politique est dirigée vers les riches familles paysannes moldaves, qui sont également déportées au Kazakhstan et en Sibérie. Par exemple, en seulement deux jours, les 6 et 7 juillet 1949, plus de 11 342 familles moldaves (plus de 40 000 habitants des oblasts d'Ukraine) sont déportées sur ordre du ministre de la sécurité d'État, I. L. Mordovets, dans le cadre d'un plan appelé « opération Sud ».
Les statistiques du recensement de la population parlant la langue romane dans les territoires à l'est du fleuve Dniestr sont les suivantes :
- 1939 : 230 698 (selon le recensement soviétique de 1939)[49], dont 170 982 dans la RSSA moldave[50] et 26 730 dans l'oblast d'Odessa[51].
- 1941 : 197 685 dans le gouvernorat de Transnistrie.
- 2001 : 307 785 (177 785 vivant dans la zone actuelle de Transnistrie + 60 000 vivant dans l'oblast d'Odessa + 70 000 vivant dans le reste de l'Ukraine)